# Hôtel Genou de Guiberville
El hôtel Genou de Guiberville es un hôtel particulier del siglo XVII ubicado en la Place des Vosges, en el lado sur de la plaza, entre el Pavillon du Roi y el Hôtel du place des Vosges en el 4 distrito de París, Francia. El edificio fue clasificado parcialmente como monumento histórico en 1955.